# Санту-Антониу-ди-Гояс
Санту-Антониу-ди-Гояс (порт. Santo Antônio de Goiás) — муниципалитет в Бразилии, входит в штат Гояс. Составная часть мезорегиона Центр штата Гойас. Входит в экономико-статистический микрорегион Гояния. Население составляет 3932 человека на 2006 год. Занимает площадь 132,803 км². Плотность населения — 29,6 чел./км².

## История
Город основан в 1993 году.

## Статистика
- Валовой внутренний продукт на 2003 год составляет 16 063 749,00 реалов (данные: Бразильский институт географии и статистики).
- Валовой внутренний продукт на душу населения на 2003 год составляет 4521,18 реал (данные: Бразильский институт географии и статистики).
- Индекс развития человеческого потенциала на 2000 год составляет 0,749 (данные: Программа развития ООН).

## География
Климат местности: тропический.